# Giro d’Italia 2024/11. Etappe
Die 11. Etappe des Giro d’Italia 2024 fand am 15. Mai 2024 statt. Sie führte die 107. Austragung des italienischen Etappenrennens an die adriatische Küste. Der Abschnitt startete in Foiano di Val Fortore und ging nach 207 Kilometer in Francavilla al Mare zu Ende. Nach der Etappe hatten die Fahrer insgesamt 1770,6 Kilometer zurückgelegt, was 53,38 % der Gesamtdistanz entspricht. Die Organisatoren der Rundfahrt bewerteten die Schwierigkeit der Etappe mit zwei von fünf Sternen.
Den Etappensieg sicherte sich der Italiener Jonathan Milan (Lidl-Trek), der sich im Massensprint vor Kaden Groves (Alpecin-Deceuninck) und Giovanni Lonardi (Polti Kometa) durchsetzte. Tadej Pogačar (UAE Team Emirates) verteidigte die Maglia Rosa, während Cian Uijtdebroeks (Visma-Lease a Bike), der Führende in der Nachwuchswertung, die Rundfahrt krankheitsbedingt aufgab.

## Streckenverlauf
Der neutralisierte Start erfolgte in Foiano di Val Fortore auf der SS369, ehe die Strecke auf direktem Weg in Richtung Osten führte. Nach 3600 abschüssigen Metern wurde das Rennen auf der SS369 freigegeben.
Nach dem offiziellen Start führte die Strecke auf der SS369 nach San Bartolomeo in Galdo, wobei die Straße leicht zu steigen begann. Nach einer kurvenreichen Abfahrt bogen die Fahrer auf die SS17 ab, der sie nun in Richtung Nordwesten folgten. Nachdem der Lago di Occhito im Süden passiert worden war, führte der einzige kategorisierte Anstieg des Tages auf der SS212 nach Pietracatella (690 m), wo bei Kilometer 48,4 eine Bergwertung der 3. Kategorie abgenommen wurde. Auf der weiteren Fahrt in Richtung Norden wurde nun Sant’Elia a Pianisi durchfahren, ehe in Casacalenda nach 74,5 Kilometern der erste Zwischensprint erfolgte. Im Anschluss folgten mehrere leicht abschüssige Kilometer die über Larino nach Termoli führten, wo die adriatische Küste erreicht wurde. Die letzten 100 Kilometer verliefen auf flachen Straßen entlang der Küste weiter in Richtung Norden, wobei in San Salvo Marina bei Kilometer 137,9 der zweite Zwischensprint erfolgte. In Fossacesia Marina, wo der Giro d’Italia 2023 gestartet worden war, wurde 34,5 Kilometer vor dem Ziel der dritte Zwischensprint ausgefahren, ehe es über Marina di San Vito und Ortona nach Francavilla al Mare ging. Rund vier Kilometer vor dem Ziel bogen die Fahrer von der breiten SS16 auf die Via Pola ab, ehe kurz darauf eine weitere Rechtskurve auf die Viale Nettuno folgte. Das Ziel befand sich auf der Viale Francesco Paolo Tosti.
|                            | Ort                           | Kilometer | Länge (km) | Höhe (m) | Ø Steigung | max. Steigung |
| -------------------------- | ----------------------------- | --------- | ---------- | -------- | ---------- | ------------- |
| neutralisierter Start      | Foiano di Val Fortore (SS369) | −3,6      |            |          |            |               |
| offizieller Start          | SS369                         | 0         |            |          |            |               |
| Bergwertung (3. Kategorie) | Pietracatella                 | 48,4      | 8,4        | 690      | 5,4 %      |               |
| Zwischensprint (S)         | Casacalenda                   | 74,5      |            |          |            |               |
| Zwischensprint (I)         | San Salvo Marina              | 137,9     |            |          |            |               |
| Zwischensprint (S)         | Fossacesia Marina             | 172,5     |            |          |            |               |
| Ziel                       | Francavilla al Mare           | 207       |            |          |            |               |

## Rennverlauf
Mit Cian Uijtdebroeks (Visma-Lease a Bike) ging der Gesamtfünfte und Führende der Nachwuchswertung krankheitsbedingt nicht an den Start der 11. Etappe. Auch Stefano Oldani (Cofidis) und Louis Barré (Arkéa-B&B Hotels) nahmen das Rennen nicht in Angriff. Unmittelbar nach dem Start setzten sich mit Thomas Champion (Cofidis), Edoardo Affini und Mick van Dijke (Visma-Lease a Bike) drei Fahrer vom Hauptfeld ab. Das Trio fuhr einen maximalen Vorsprung von rund zweieinhalb Minuten heraus.
Bei der ersten Bergwertung in Pietracatella sicherte sich Mick van Dijke vor Thomas Champion und Edoardo Affini die meisten Punkte, ehe sich Simon Geschke (Cofidis) den verbliebenen Punkt im Hauptfeld holte. Über den ersten Zwischensprint führte Thomas Champion vor Edoardo Affini und Mick van Dijke. Im Hauptfeld setzte sich Jonathan Milan (Lidl-Trek) im Sprint vor Kaden Groves (Alpecin-Deceuninck) durch. Beim zweiten Zwischensprint, dem Intergiro Sprint, sicherte sich Thomas Champion erneut die meisten Punkte und Bonussekunden, ehe sich Kaden Groves im Sprint um Platz vier vor Tim Merlier (Soudal Quick-Step) durchsetzte.
Rund 35 Kilometer vor dem Ziel wurden die drei Ausreißer eingeholt. Kurz drauf sicherte sich Geraint Thomas (Ineos Grenadiers) hinter Ryan Mullen (Bora-hansgrohe) zwei Bonussekunden beim dritten und letzten Zwischensprint. 20 Kilometer vor dem Ziel kam mit Felix Großschartner (UAE Team Emirates) ein wichtiger Helfer von Tadej Pogačar zu Sturz. Der Österreicher konnte das Rennen jedoch fortsetzen. Im Zielsprint setzte sich Jonathan Milan vor Tim Merlier durch, wobei der Belgier aufgrund seiner gefährlichen Fahrweise distanziert wurde. Kaden Groves rückte somit auf den zweiten Etappenrang vor, während Giovanni Lonardi (Polti Kometa) Dritter wurde. Im Zielsprint kam es zu einem Sturz in den auch Fabio Jakobsen, Tobias Lund Andresen (beide dsm-firmenich PostNL) und Jenthe Biermans (Arkéa-B&B Hotels) involviert waren.
In der Gesamtwertung kam es nur zu geringen Veränderungen, wobei Tadej Pogačar die Maglia Rosa verteidigte und weiterhin zwei Minuten und 40 Sekunden vor Daniel Felipe Martínez (Bora-hansgrohe) lag. Geraint Thomas holte aufgrund der Zeitbonifikationen etwas auf und lag nun 16 weitere Sekunden zurück. Nach dem Ausscheiden von Cian Uijtdebroeks übernahm der Italiener Antonio Tiberi (Bahrain Victorious) als Gesamtfünfter die Führung in der Nachwuchswertung. Zudem rückte Thymen Arensman (Ineos Grenadiers) wieder in die Top 10 auf. Mit seinem zweiten Etappensieg baute Jonathan Milan seinen Vorsprung in der Punktewertung auf 63 Punkte aus, während Tadej Pogačar weiterhin die Bergwertung anführte. In der Mannschaftswertung lag das französische Decathlon AG2R La Mondiale Team an der Spitze. Alle 155 gestarteten Fahrer erreichten das Ziel.

## Ergebnis
| \| Etappenergebnis \| Etappenergebnis \| Etappenergebnis \| Etappenergebnis \| Etappenergebnis \| \| Fahrer \| Fahrer \| Land \| Team \| Zeit \| \| --------------- \| --------------------- \| --------------- \| ----------------------------- \| --------------- \| \| 1. \| Jonathan Milan \| Italien \| Lidl-Trek \| 4 h 23 min 00 s \| \| 2. \| Kaden Groves \| Australien \| Alpecin-Deceuninck \| + 0 s \| \| 3. \| Giovanni Lonardi \| Italien \| Team Polti Kometa \| + 0 s \| \| 4. \| Laurence Pithie \| Neuseeland \| Groupama-FDJ \| + 0 s \| \| 5. \| Sebastián Molano \| Kolumbien \| UAE Team Emirates \| + 0 s \| \| 6. \| Danny van Poppel \| Niederlande \| Bora-Hansgrohe \| + 0 s \| \| 7. \| Fernando Gaviria \| Kolumbien \| Movistar Team \| + 0 s \| \| 8. \| Phil Bauhaus \| Deutschland \| Bahrain Victorious \| + 0 s \| \| 9. \| Stanisław Aniołkowski \| Polen \| Cofidis \| + 0 s \| \| 10. \| Enrico Zanoncello \| Italien \| VF Group-Bardiani CSF-Faizanè \| + 0 s \| |                       |             |                               |                 |
| |                       |             |                               |                 |
| Quellen: ProCyclingStats Cycling Quotient |                       |             |                               |                 |
| Etappenergebnis |                       |             |                               |                 |
| Fahrer | Fahrer                | Land        | Team                          | Zeit            |
| 1. | Jonathan Milan        | Italien     | Lidl-Trek                     | 4 h 23 min 00 s |
| 2. | Kaden Groves          | Australien  | Alpecin-Deceuninck            | + 0 s           |
| 3. | Giovanni Lonardi      | Italien     | Team Polti Kometa             | + 0 s           |
| 4. | Laurence Pithie       | Neuseeland  | Groupama-FDJ                  | + 0 s           |
| 5. | Sebastián Molano      | Kolumbien   | UAE Team Emirates             | + 0 s           |
| 6. | Danny van Poppel      | Niederlande | Bora-Hansgrohe                | + 0 s           |
| 7. | Fernando Gaviria      | Kolumbien   | Movistar Team                 | + 0 s           |
| 8. | Phil Bauhaus          | Deutschland | Bahrain Victorious            | + 0 s           |
| 9. | Stanisław Aniołkowski | Polen       | Cofidis                       | + 0 s           |
| 10. | Enrico Zanoncello     | Italien     | VF Group-Bardiani CSF-Faizanè | + 0 s           |

## Gesamtstände
| \| Gesamtwertung \| Gesamtwertung \| Gesamtwertung \| Gesamtwertung \| Gesamtwertung \| \| Fahrer \| Fahrer \| Land \| Team \| Zeit \| \| ------------- \| ---------------------- \| ---------------------- \| -------------------------- \| ---------------- \| \| 1. \| Tadej Pogačar \| Slowenien \| UAE Team Emirates \| 41 h 09 min 26 s \| \| 2. \| Daniel Felipe Martínez \| Kolumbien \| Bora-Hansgrohe \| + 2 min 40 s \| \| 3. \| Geraint Thomas \| Vereinigtes Königreich \| Ineos Grenadiers \| + 2 min 56 s \| \| 4. \| Ben O’Connor \| Australien \| Decathlon-AG2R La Mondiale \| + 3 min 39 s \| \| 5. \| Antonio Tiberi \| Italien \| Bahrain Victorious \| + 4 min 27 s \| \| 6. \| Romain Bardet \| Frankreich \| Team dsm-firmenich PostNL \| + 4 min 57 s \| \| 7. \| Lorenzo Fortunato \| Italien \| Astana Qazaqstan Team \| + 5 min 19 s \| \| 8. \| Filippo Zana \| Italien \| Team Jayco AlUla \| + 5 min 23 s \| \| 9. \| Einer Rubio \| Kolumbien \| Movistar Team \| + 5 min 28 s \| \| 10. \| Thymen Arensman \| Niederlande \| Ineos Grenadiers \| + 5 min 52 s \| |                        |                        |                            |                  |
| |                        |                        |                            |                  |
| Quellen: ProCyclingStats Cycling Quotient |                        |                        |                            |                  |
| Gesamtwertung |                        |                        |                            |                  |
| Fahrer | Fahrer                 | Land                   | Team                       | Zeit             |
| 1. | Tadej Pogačar          | Slowenien              | UAE Team Emirates          | 41 h 09 min 26 s |
| 2. | Daniel Felipe Martínez | Kolumbien              | Bora-Hansgrohe             | + 2 min 40 s     |
| 3. | Geraint Thomas         | Vereinigtes Königreich | Ineos Grenadiers           | + 2 min 56 s     |
| 4. | Ben O’Connor           | Australien             | Decathlon-AG2R La Mondiale | + 3 min 39 s     |
| 5. | Antonio Tiberi         | Italien                | Bahrain Victorious         | + 4 min 27 s     |
| 6. | Romain Bardet          | Frankreich             | Team dsm-firmenich PostNL  | + 4 min 57 s     |
| 7. | Lorenzo Fortunato      | Italien                | Astana Qazaqstan Team      | + 5 min 19 s     |
| 8. | Filippo Zana           | Italien                | Team Jayco AlUla           | + 5 min 23 s     |
| 9. | Einer Rubio            | Kolumbien              | Movistar Team              | + 5 min 28 s     |
| 10. | Thymen Arensman        | Niederlande            | Ineos Grenadiers           | + 5 min 52 s     |

| Punktewertung | Punktewertung    | Punktewertung | Punktewertung                 | Punktewertung |
| Fahrer        | Fahrer           | Land          | Team                          | Punkte        |
| ------------- | ---------------- | ------------- | ----------------------------- | ------------- |
| 1.            | Jonathan Milan   | Italien       | Lidl-Trek                     | 229 P.        |
| 2.            | Kaden Groves     | Australien    | Alpecin-Deceuninck            | 166 P.        |
| 3.            | Tim Merlier      | Belgien       | Soudal Quick-Step             | 92 P.         |
| 4.            | Filippo Fiorelli | Italien       | VF Group-Bardiani CSF-Faizanè | 78 P.         |
| 5.            | Andrea Pietrobon | Italien       | Team Polti Kometa             | 68 P.         |
| 6.            | Tadej Pogačar    | Slowenien     | UAE Team Emirates             | 57 P.         |
| 7.            | Benjamin Thomas  | Frankreich    | Cofidis                       | 56 P.         |
| 8.            | Jhonatan Narváez | Ecuador       | Ineos Grenadiers              | 45 P.         |
| 9.            | Phil Bauhaus     | Deutschland   | Bahrain Victorious            | 45 P.         |
| 10.           | Sebastián Molano | Kolumbien     | UAE Team Emirates             | 44 P.         |

| Bergwertung | Bergwertung            | Bergwertung            | Bergwertung                   | Bergwertung |
| Fahrer      | Fahrer                 | Land                   | Team                          | Punkte      |
| ----------- | ---------------------- | ---------------------- | ----------------------------- | ----------- |
| 1.          | Tadej Pogačar          | Slowenien              | UAE Team Emirates             | 104 P.      |
| 2.          | Simon Geschke          | Deutschland            | Cofidis                       | 59 P.       |
| 3.          | Valentin Paret-Peintre | Frankreich             | Decathlon-AG2R La Mondiale    | 55 P.       |
| 4.          | Daniel Felipe Martínez | Kolumbien              | Bora-Hansgrohe                | 52 P.       |
| 5.          | Lilian Calmejane       | Frankreich             | Intermarché-Wanty             | 32 P.       |
| 6.          | Romain Bardet          | Frankreich             | Team dsm-firmenich PostNL     | 32 P.       |
| 7.          | Geraint Thomas         | Vereinigtes Königreich | Ineos Grenadiers              | 22 P.       |
| 8.          | Andrea Piccolo         | Italien                | EF Education-EasyPost         | 18 P.       |
| 9.          | Filippo Fiorelli       | Italien                | VF Group-Bardiani CSF-Faizanè | 18 P.       |
| 10.         | Ben O’Connor           | Australien             | Decathlon-AG2R La Mondiale    | 17 P.       |

| Nachwuchswertung | Nachwuchswertung       | Nachwuchswertung   | Nachwuchswertung           | Nachwuchswertung |
| Fahrer           | Fahrer                 | Land               | Team                       | Zeit             |
| ---------------- | ---------------------- | ------------------ | -------------------------- | ---------------- |
| 1.               | Antonio Tiberi         | Italien            | Bahrain Victorious         | 41 h 13 min 53 s |
| 2.               | Filippo Zana           | Italien            | Team Jayco AlUla           | + 56 s           |
| 3.               | Thymen Arensman        | Niederlande        | Ineos Grenadiers           | + 1 min 25 s     |
| 4.               | Alex Baudin            | Frankreich         | Decathlon-AG2R La Mondiale | + 2 min 11 s     |
| 5.               | Davide Piganzoli       | Italien            | Team Polti Kometa          | + 7 min 03 s     |
| 6.               | Giovanni Aleotti       | Italien            | Bora-Hansgrohe             | + 9 min 48 s     |
| 7.               | Valentin Paret-Peintre | Frankreich         | Decathlon-AG2R La Mondiale | + 20 min 51 s    |
| 8.               | Mauri Vansevenant      | Belgien            | Soudal Quick-Step          | + 25 min 54 s    |
| 9.               | Edoardo Zambanini      | Italien            | Bahrain Victorious         | + 35 min 07 s    |
| 10.              | Kevin Vermaerke        | Vereinigte Staaten | Team dsm-firmenich PostNL  | + 38 min 03 s    |

| Mannschaftswertung | Mannschaftswertung            | Mannschaftswertung           | Mannschaftswertung |
| Team               | Team                          | Land                         | Zeit               |
| ------------------ | ----------------------------- | ---------------------------- | ------------------ |
| 1.                 | Decathlon-AG2R La Mondiale    | Frankreich                   | 123 h 42 min 21 s  |
| 2.                 | Ineos Grenadiers              | Vereinigtes Königreich       | + 7 min 07 s       |
| 3.                 | Bora-Hansgrohe                | Deutschland                  | + 20 min 31 s      |
| 4.                 | UAE Team Emirates             | Vereinigte Arabische Emirate | + 27 min 10 s      |
| 5.                 | Astana Qazaqstan Team         | Kasachstan                   | + 29 min 26 s      |
| 6.                 | VF Group-Bardiani CSF-Faizané | Italien                      | + 33 min 47 s      |
| 7.                 | Bahrain Victorious            | Bahrain                      | + 46 min 07 s      |
| 8.                 | Movistar Team                 | Spanien                      | + 48 min 02 s      |
| 9.                 | Team Visma \| Lease a Bike    | Niederlande                  | + 49 min 33 s      |
| 10.                | EF Education-EasyPost         | Vereinigte Staaten           | + 51 min 45 s      |

## Ausgeschiedene Fahrer
- Cian Uijtdebroeks (Team Visma-Lease a Bike): ging krankheitsbedingt nicht an den Start
- Stefano Oldani (Cofidis): ging krankheitsbedingt nicht an den Start
- Louis Barré (Arkéa-B&B Hotels): ging krankheitsbedingt nicht an den Start[4]